# 深井子街道
深井子街道，是中华人民共和国辽宁省沈阳市浑南区下辖的一个乡镇级行政单位。原为深井子镇，奉系人物郭松龄的出生地。

## 行政区划
深井子街道下辖以下地区：
群星社区、兴联社区、链条社区、深井子社区、东靠山社区、金德胜社区、后康社区、潘李社区、于胜社区、康红社区、国公寨社区、兴农社区、双树子社区、李相社区、西靠山社区和龙红社区。
2018年6月，将祝家街道办事处的龙红社区划归深井子街道办事处。